# Bình Mỹ, Bắc Tân Uyên
Bình Mỹ là một xã thuộc huyện Bắc Tân Uyên, tỉnh Bình Dương, Việt Nam.

## Địa lý
Xã Bình Mỹ có diện tích 56,43 km², dân số năm 2021 là 10.543 người mật độ dân số đạt 187 người/km².

## Hành chính
Xã Bình Mỹ được chia thành 5 ấp: Bào Gốc, Bình Cơ, Chòi Dúng, Đồng Sặc, Mỹ Đức.

## Lịch sử
Trước đây, Bình Mỹ là một xã thuộc huyện Tân Uyên cũ.
Ngày 29 tháng 12 năm 2013, Chính phủ ban hành Nghị quyết số 136/NQ-CP về việc chuyển xã Bình Mỹ thuộc huyện Tân Uyên cũ về huyện Bắc Tân Uyên mới thành lập quản lý.